# (1411) Brauna
(1411) Brauna – planetoida z grupy pasa głównego asteroid okrążająca Słońce w ciągu 5 lat i 78 dni w średniej odległości 3,01 au. Została odkryta 8 stycznia 1937 roku w Landessternwarte Heidelberg-Königstuhl w Heidelbergu przez Karla Reinmutha. Nazwa planetoidy pochodzi od Margret Braun, żony niemieckiego astronoma Heinricha Vogta. Przed nadaniem nazwy planetoida nosiła oznaczenie tymczasowe (1411) 1937 AM.